# Горење Кроново
Горење Кроново (словен. Gorenje Kronovo) је насељено место у општини Ново Место, регија Југоисточна Словенија, Словенија.

## Историја
До територијалне реорганизације у Словенији било је у саставу старе општине Ново Место.

## Становништво
У попису становништва из 2011. године, Горење Кроново је имало 32 становника.
| Број становника према пописима | Број становника према пописима | Број становника према пописима |
| ------------------------------ | ------------------------------ | ------------------------------ |
| 1991                           | 2002                           | 2011                           |
| 43                             | 39                             | 32                             |